# Maurizio Aloise
Maurizio Aloise (Catanzaro, 20 aprile 1969) è un arcivescovo cattolico italiano, dal 20 marzo 2021 arcivescovo di Rossano-Cariati.

## Biografia
Nasce a Catanzaro, città capoluogo di provincia e sede arcivescovile, il 20 aprile 1969.

### Formazione e ministero sacerdotale
Consegue il diploma di scuola superiore presso l'Istituto statale d'arte di Squillace e compie poi gli studi filosofico-teologici nel Pontificio seminario regionale San Pio X di Catanzaro.
Il 18 novembre 1995 è ordinato presbitero per l'imposizione delle mani di Antonio Cantisani, arcivescovo di Catanzaro-Squillace.
Nel 1997 è nominato amministratore parrocchiale della parrocchia di San Nicola Vescovo in Gagliato e vicario parrocchiale della parrocchia Santa Maria della Pietra di Chiaravalle Centrale. A Gagliato coordina l'accoglienza di quasi 200 donne e bambini curdi sbarcati sulle coste di Soverato supportato dai volontari delle Caritas parrocchiali e dalle organizzazioni della società civile. 
Nel 1999 è nominato co-parroco moderatore della parrocchia di Santa Maria delle Nevi di Girifalco e direttore dell'Ufficio vocazioni dell'arcidiocesi. Successivamente è amministratore parrocchiale delle parrocchie di Santa Maria Assunta di Zagarise e di San Nicola Vescovo di Cardinale e parroco di Santa Domenica V. M. e rettore del santuario arcidiocesano di Santa Maria delle Grazie a Torre di Ruggiero. 
Membro di diversi organismi diocesani, dal 2011 ricopre anche l'ufficio di provicario generale dell'arcidiocesi.
Dal 2020 è presidente del consiglio di amministrazione della fondazione Betania Onlus di Catanzaro.

### Ministero episcopale
Il 20 marzo 2021 papa Francesco lo nomina arcivescovo di Rossano-Cariati; succede a Giuseppe Satriano, precedentemente nominato arcivescovo metropolita di Bari-Bitonto. Il 13 maggio riceve la consacrazione episcopale nella concattedrale di Squillace dall'arcivescovo Vincenzo Bertolone, co-consacranti gli arcivescovi Giuseppe Satriano e Domenico Battaglia, originario dell'arcidiocesi di Catanzaro-Squillace e arcivescovo di Napoli. Il 12 giugno prende possesso dell'arcidiocesi.

## Genealogia episcopale
La genealogia episcopale è:
- Cardinale Scipione Rebiba
- Cardinale Giulio Antonio Santori
- Cardinale Girolamo Bernerio, O.P.
- Arcivescovo Galeazzo Sanvitale
- Cardinale Ludovico Ludovisi
- Cardinale Luigi Caetani
- Cardinale Ulderico Carpegna
- Cardinale Paluzzo Paluzzi Altieri degli Albertoni
- Papa Benedetto XIII
- Papa Benedetto XIV
- Cardinale Enrico Enriquez
- Arcivescovo Manuel Quintano Bonifaz
- Cardinale Buenaventura Córdoba Espinosa de la Cerda
- Cardinale Giuseppe Maria Doria Pamphilj
- Papa Pio VIII
- Papa Pio IX
- Cardinale Gustav Adolf von Hohenlohe-Schillingsfürst
- Arcivescovo Salvatore Magnasco
- Cardinale Gaetano Alimonda
- Cardinale Agostino Richelmy
- Vescovo Giuseppe Castelli
- Vescovo Gaudenzio Binaschi
- Arcivescovo Albino Mensa
- Cardinale Tarcisio Bertone, S.D.B.
- Arcivescovo Vincenzo Bertolone, S.d.P.
- Arcivescovo Maurizio Aloise